# Кинематограф Узбекистана
Кинематограф Узбекистана — киноискусство и кинопромышленность Узбекистана. Основой её является студия «Узбекфильм».

## История
Первый показ фильмов на территории современного Узбекистана состоялся в Ташкенте в 1897 году. Основателем узбекского кино считается Худайберген Деванов (1879—1940). Годом рождения узбекского кино считается 1908 год, когда Деванов снял на камеру и показал на экране исторические достопримечательности Хорезма: минареты, мечети и другие памятники.

### В составе СССР
В 1925 году товарищество «Бухкино» выпустило фильм «Минарет смерти». В этом же году открыта кинофабрика «Шарк Юлдузи», переименованная в 1958 году в «Узбекфильм».
В разные годы на студии работали Камиль Ярматов, Латиф Файзиев, Загид Сабитов, Равиль Батыров, Эльёр Ишмухамедов, Учкун Назаров, Шухрат Аббасов, Али Хамраев и другие. В киноклассику вошли фильмы «Очарован тобой», «Об этом говорит вся махалля», «Минувшие дни». По мнению режиссёра Юсупа Разыкова фильм «Ташкент — город хлебный» является самым большим достижением студии.
В 1972 году создан «Музей киноискусства Узбекистана», располагающийся в «Доме кино».
В 1970-е-1980-е годы при поддержке Ш. Р. Рашидова были сняты три больших исторических сериала: «Сокровища Улугбека» по произведению Адыла Якубова, 10 серийный видеофильм «Алишер Навои» по роману Айбека, 17 серийный сериал «Огненные дороги» по роману Камиль Яшена.
В 1990 году был снят 10 серийный исторический сериал «Бабур» по роману Пиримкул Кадырова.

### После 1991 года
Переосмысление эпохи «социалистической реальности» началось с фильмов конца 80-х годов («Сиз кимсиз?», «Каменный идол», «Солдатская сказка», «Дикарь») и продолжилось в первом фантастическом фильме «Абдулладжан, или Посвящается Стивену Спилбергу» (1991, режиссёр Зульфикар Мусаков) и в картине «До рассвета». С другой стороны наметился новый поворот в изображении недавнего прошлого, что привело к появлению таких фильмов, как «Оратор» и «Товарищ Бойкенжаев» Юсупа Разыкова. С 1998 года начался второй этап в развитии кино, который характеризуется выбором национальной стилистики («Чимилдик» М. Абзалова, «Чаёнгул» С. Назармухамедова, «Пари Момо» М. Раджабова, «Дилхирож» Юсупа Разыкова, «Ёдгор» Х. Насымова, «Тюльпан в снегу» Ёлкина Туйчиева и Аюба Шахобутдинова «За мечтой». Другие исторические картины: «Имам аль-Бухари» (1995), «Великий Амир Темур» (1996).
Особенностью современного кинопроцесса является сформировавшаяся многочисленная молодёжная аудитория, которая посещает кинозалы, демонстрирующие узбекские фильмы. Авторские картины выходят на кинофестивали: «Йул булсин» (2006, режиссёр Тамара Камалова), «Ватан», «Чашма» (Источник), «Юрта», «Мальчики в небе», «Память», «Согинч сохили» (Объяли мою душу светлые печали), «Ойдиной», «P.S.» (Илова). Известное кассовое кино: «Ромео и Джульетта», «Бойвачча», «Кетма».
К хитам последнего времени относятся комедии «Суперневестка» и «Жених напрокат», в которых снимается Мурад Раджабов. По мнению киноведа Гульнары Абикеевой узбекский кинематограф нацелен на индийский опыт, где «количество фильмов превалирует над качеством». Шухрат Аббасов, классик узбекского кино, считает, что «по-прежнему выходят фильмы, в которых нет сильного конфликта, противоборства идей». Критик Розика Мергенбаева замечает, что «фильмы может снимать каждый, кто найдет хотя бы 10 тысяч долларов США, профессионалы кино называют их „хон-тахта“ — разделочная доска, то есть, они делаются, как пирожки, на скорую руку». В 2008 году принята государственная программа «Национальные сериалы», для чего построена студия в Ташкенте.
Фильм «Небеса — моя обитель» («Паризод») режиссёра Аюба Шахобиддинова отмечен Гран-при фестиваля «Киношок» в 2012 году.

## Документальное кино
Помимо «Узбекфильма» документальное кино снимается на студиях «Узбектелефильм», «Узкинохроника» и в коммерческих студиях.

## Мультипликация
Первый мультипликационный кукольный фильм был создан в 1965 году и назывался «В квадрате 6 х 6», рисованный мультфильм «Храбрый воробей» вышел на экран в 1969 году. На студии «Узбекфильм» снимались как рисованные детские мультфильмы: «Волшебная серна» (1980), «Голубой слонёнок» (1976), «Квартет ква-ква» (1977), «Сказка о волшебном гранате» (1982), «Сказки старого Усто» (1986), так и для взрослых зрителей: «Будет ласковый дождь» (1984), художником-постановщиком которого является Сергей Алибеков.
За годы независимости создано более восьмидесяти мультфильмов, которые в основном посвящены национальной тематике. Удостоены престижных премий международных фестивалей ленты «Кулол» («Гончар»); «Бор, барака» («Была-не-была»); «Букри ошик» («Влюбленный горбун»); «Ур, тукмок» («Бей, дубинка»); «Икки кушни ва ковун» («Два соседа и дыня»). Первый 3-D мультфильм «Инопланетный гость» снят в 2010 году. В 2011 году по мотивам литературных произведений, народных сказок и легенд созданы мультфильмы «Легенда о Шираке», «Прекрасная кукла», «Джурахан», «Зумрад и Киммат», «Вы не поверите».

## Узбекские актёры
- Фархад Махмудов
- Ахмедов, Якуб
- Рахимов, Наби
- Сагдиев, Ёдгор Хабибович
- Саидкасымов, Пулат
- Мухамеджанов, Закир Мухамеджанович
- Улугбек Кадыров
- Алишер Узаков
- Умид Искандаров
- Раметова, Саида Хожиевна
- Мумин Ризо
- Фатуллаев, Бахшулло

## Кинопроизводство
В 2004 году государственная акционерная компания «Узбеккино» преобразована в Национальное агентство «Узбеккино». Аналогично возникло агентство «Каракалпаккино». В «Узбеккино» функционируют киностудии «Узбекфильм», «Узкинохроника», «Каракалпакфильм», ЭМТО «5-Студия», а также 14 областных подразделений. Кроме того, в сфере кинематографии зарегистрировано около 700 предприятий, студий, творческих объединений, занимающихся деятельностью по созданию кино и видео продукции.
Одним из крупных кинотеатров является Дворец кино имени Алишера Навои в Ташкенте. 11 кинозалов Дворца вмещают около 5 тысяч зрителей. На сентябрь 2022 в Узбекистане работает 99 кинотеатров.

## Список работ узбекских кинематографистов постсоветского времени

#### 1990-е годы
- Abdullajon (Abdullajon) (1991)
- Roʻzi mahshar (Судный день) (The Judgement Day) (1991)
- Temir erkak (Железный мужчина) (The Iron Man) (1991)
- Ким Джинни? (Кто сумасшедший?) (Кто безумен?) (1992)
- Olov qaʼridagi farishta (Ангел в огне) (An Angel on Fire) (1992)
- Кирккулок сири («Тайна папоротника») (1992)
- Кодекс молчания 2 (The Code of Silence 2) (1992)
- Маклер (The Broker) (1992)
- Мушкетёры 20 лет спустя (The Musketeers 20 Years Later) (1992)
- Нулевой вариант (Option Zero) (1992)
- В Багдаде всё спокойно (Everything is Quiet in Baghdad) (1993)
- Не стреляйте в пассажира (Do not Shoot the Passenger) (1993)
- Счастье мое, ты оплачено кровью (My Happiness, You’re Paid with Blood) (1993)
- Тайна королевы Анны, или Мушкетёры тридцать лет спустя (The Secret of Queen Anna or Musketeers 30 Years Later) (1993)
- Трам-тарарам, или бухты-барахты (Hullabaloo, or Off the Cuff) (1993)
- Хагги Траггер (Hagi-Tragger) (1994)
- Великий Туран (The Great Turan) (1995)
- Отамдан колган далалар (рус. Отчие долины) (Поля, оставшиеся от моего отца) (1997)
- Аферы, музыка, любовь…(Мошенничество, Музыка, Любовь…) (1997)
- Бо Ба Бу (1998)
- Луна папа (Moon Father) (1999)

#### 2000-е годы
- Алпомиш (Alpomish) (2000)
- Tohir va Zuhra (Tohir and Zuhra) (2000)
- Войз (Оратор) (2000)
- Женское царство (The Kingdom of Women) (2000)
- Дилхиродж (Танцующие мужчины) (2002)
- Osmondagi bolalar (Мальчики в небе) (Kids in the Sky) (2002)
- Osmondagi bolalar 2 (Мальчики в небе 2) (Kids in the Sky 2) (2003)
- Кор койнида лола (Тюльпан в снегу) (2003)
- Севинч (Sevinch) (2004)
- Сарвиноз (Sarvinoz) (2004)
- Ко’эргилик (2005)
- Эркак (Человек) (2005)
- Келгинди куев (Жених-иммигрант) (2005)
- Орзу ортида (Следуя за мечтой) (2005)
- Сарвиноз 2 (Sarvinoz 2) (2005)
- Келгинди келин («Чужая невеста») (2006)
- О’тов (Юрта) (2007)
- Бойвачча (Богатый парень) (2007)
- Джазо (Наказание) (2007)
- Панох («Помощь») (2007)
- «Зумрад ва Киммат» («Зумрад и Киммат») (2007)
- Телба (Безумный) (2008)
- Бойвачча 2: Амакиваччалар (Богатый парень 2: Кузены) (2008)
- Жаннат кайдадир («Где рай») (2008)
- Нортой (Nortoy) (2008)
- Шабнам (Shabnam) (2008)
- Sukunat (Silence) (2008)
- Super kelinchak (The Super Bride) (2008)
- Tashlandiq (The Foundling) (2008)
- Telba (Russian: Иной) (Insane) (2008)
- Achchiq hayot (A Bitter Life) (2009)
- Challari (Challari) (2009)
- Chol va nabira (The Old Man and His Grandson) (2009)
- Faryod (The Cry) (2009)
- Ичкуев (Жених, который живёт со своими родственниками) (2009)
- Janob hech kim (Russian: Мистер Х) (Mr. Nobody) (2009)
- Киракаш (Цыганский таксист) (2009)
- Ошиклар (Возлюбленный) (2009)
- Озимдан озимгача (От меня к себе) (2009)
- Калбаки дуне (Поддельный мир) (2009)
- Soʻnggi lahza (Последнее мгновение) (The Last Moment) (2009)
- Tundan tonggacha (От заката до рассвета) (From Dusk to Dawn) (2009)
- Уйланиш (Женюсь) (2009)

#### 2010-е годы
- Кечиккан хайот («Запоздалая жизнь») (2010)
- Фаришта (Ангел) (2010)
- Хиджрон («Разлука») (2010)
- Маджрух («Больной человек») (2010)
- Мен талабаман!(Я студент!) (2010)
- Назар (Взгляд) (2010)
- Огригина келин («Беспутная невеста») (2010)
- Калб кози («Око души») (2010)
- Коракоз (Qorako' Z) (2010)
- Сахарлик олифта («Стильный городской мальчик») (2010)
- Танго йоксуд адашган совчилар («Танго, или Заблудшие сваты») (2010)
- Учар кыз («Летающая девушка») (2010)
- Хавфли саргузашт («Опасное приключение») (2010)
- Юма-юз (Лицом к лицу) (2010)
- Алданган айол (Введенная в заблуждение женщина) (2011)
- Бекочилар макони (Страна лентяев) (2011)
- Фарзандим («Дитя мое») (2011)
- Бакст излаб («В поисках счастья») (2011)
- Эр бермокъ — джон бермокъ (Отдать мужа — отдать жизнь) (2011)
- Хэй-фэй болакай («Привет, малышка») (2011)
- Ишонч (Доверие) (2011)
- Джигарбандим («Моя родня») (2011)
- Джодугар (Ведьма) (2011)
- Келгинди келин 2: Анджанча мухаббат (Чужая невеста 2: Любовь по-андижански) (2011)
- Кичкина ходжайин (Маленький босс) (2011)
- Mening akam boʻydoq!(Мой брат — холостяк) (2011)
- Олинг куда, беринг куда («Бери и отдавай, мои родственники») (2011)
- Омадли йигитлар («Счастливчики») (2011)
- Окшатмасдан учратмас (Она такая же, как он) (2011)
- Учрашув (Встреча) (2011)
- Йондиради, куйдиради (Моя любовь, моя боль) (2011)
- Замонавий совчилар (Современные сваты) (2011)
- Паризод (Небеса — моя обитель) (2012)
- Акл ва юрак (Разум и сердце) (2012)
- Endi dadam boʻydoq?(Теперь мой отец холостяк?) (2012)
- Hay, hay, qizaloq!(Привет, девочка!) (Прежнее название: Манзил (Пункт назначения)) (2012)
- О’Гай она (Мачеха) (2012)
- Салом севги, Хайр севги (Здравствуй, любовь, прощай, любовь) (2012)
- Севги фариштаси (Ангел любви) (2012)
- So' Nggi qo' ng’iroq (Последний звонок) (2012)
- Супер кайнона (Супер Свекровь) (2012)
- Tundan tonggacha davom etadi…(От заката до рассвета продолжается…) (2012)
- Вафодорим («Мои верные») (2012)
- Висол (Встреча) (2012)
- Елгизгинам («Моя единственная») (2012)
- Бевалар («Вдовы») (2013)
- Ишонч (Доверие) (2013)
- Турист (2013)

## 2020-е годы
C назначением гендиректором «Узбеккино» Фирдавса Абдухаликова в 2019 году были начаты кардинальные реформы в кинематографии Узбекистана. В 2020 году около 200 известных деятелей кинематографа республики опубликовали открытое обращение, в котором призвали всех представителей индустрии объединиться в решении проблем национального кинематографа и поддержать начатые реформы. Поддержали реформы, в том числе известные режиссёры Али Хамраев и Камара Камалова, Сомнение в целесообразности и качестве изменений высказывал режиссёр Зульфикар Мусаков, который посетовал на планы по упразднению ГУП «Студии мультипликационных фильмов», «Республиканского центра кинопроката», «Дома кинематографистов», «Центра переподготовки и повышения квалификации работников сферы киноиндустрии».. В апреле 2021 года президент Узбекистана Шавкат Мирзиёев фактически дал старт реформам, подписав указ «О мерах по поднятию киноискусства и киноиндустрии на качественно новый уровень и дальнейшему совершенствованию системы государственной поддержки отрасли». Согласно указу Национальное агентство «Узбеккино» было переименовано в Агентство кинематографии Узбекистана, был реконструирован Дом кино, а также учрежден ежегодный Ташкентский международный кинофестиваль «Жемчужина Шелкового пути», который стал правопреемником Международного кинофестиваля стран Азии, Африки и Латинской Америки и прошел в Ташкенте осенью 2021 года впервые после 24-летнего перерыва.
В 2021 году в Ташкенте был открыт первый зарубежный филиал ВГИК. Совместно с Тимуром Бекмамбетовым в Ташкенте была открыта школа-студия анимационного кино, студенты которой принимают участие в работе над мультфильмом «Ходжа Насреддин». В том же году был создан Центр развития национальной кинематографии Узбекистана. Осенью 2022 года в Доме кинематографиста открыт самый объемный DCP-экран в СНГ, а также был презентован современный панорамный павильон киноконцерна «Узбекфильм», где начались съемки исторического фильма о Бахадуре Ялангтуше.
За три последних года в Узбекистане были сняты сразу несколько качественных картин, которые номинировались или стали лауреатами международных премий.
- 2000 песен Фариды (2019) Ёлкина Туйчиева получил гран-при фестиваля кино стран Содружества «Московская премьера»[24]. Фильм выдвинули от Узбекистана на 93-ю премию «Оскар»[25], также картина была представлена на «Золотом глобусе»[26]. На 6-м ежегодном Азиатском всемирном кинофестивале в Лос-Анджелесе в 2021 году фильм получил приз зрительских симпатий «Снежный барс»[27].
- «Аёл кисмати» («Судьба женщины») (2021) Дилмурода Мирсаидова получила Гран-при на кинофестивале стран тюркского мира «Коркут Ата» в Турции[28].
- «Самарқандда қовун таровати» («Аромат дыни в Самарканде») (2021) Али Хамраева стал лауреатом премии V кинофестиваля FELIX, который состоялся в Милане в 2022 году[29].
- «Эврилиш» («Трансформация») (2022) Ёлкина Туйчиева стал лучшим в номинации Kim Jiseok Award на XXVII Международном кинофестивале в южнокорейском Пусане.

### Список фильмов производства Узбекистана после 2019 года
- «Ароматные дыни Самарканда»
- «Аел кисмати» («Судьба женщины»
- «101 Рейс»
- «Талваса»
- «Узбек кизи» (Узбечка)
- "Абдулла Арипов"

## Ко-продукция
За последние два года Агентство кинематографии Узбекистана, согласно указу президента, развивает сотрудничество с кинопроизводителями из-за рубежа. Подписаны договоры о ко-продукции в том числе с представителями Белоруссии, США, Италии, России, Казахстана, Кыргызстана, Японии, Таджикистана.

### Реализованы
- «Кодекс молчания 2»
- «Лунный папа»
- «Гастарбайтер»
- «Я — не террорист» (англ. «I’m not a terrorist») и другие.
- «Тополёк мой в красной косынке»
- «Барон 2»
- «Подарок пери»
- «Солнце на вкус»

### В процессе
- «Навои и Джами»
- «Марко Поло»
- «Авиценна»
- «Тамерлан»
- «Азиатский лев»
- «Ходжа Насреддин»

## Наследие ЮНЕСКО
Согласно сайту «Узбеккино» следующие фильмы вошли в Фонд ЮНЕСКО:

| Год  |   | Русское название                               | Оригинальное название             | Роль                                                     |
| ---- | - | ---------------------------------------------- | --------------------------------- | -------------------------------------------------------- |
| 1933 | ф | Перед рассветом                                | Oʻtgan tong                       | Саиб Ходжаев, Афандихан, Миршахид                        |
| 1937 | ф | Клятва                                         | Qasam                             | Асад Исматов, Ятим Бабаджанов                            |
| 1943 | ф | Насреддин в Бухаре                             | Nasriddin Buxoroda                | Лев Свердлин                                             |
| 1945 | ф | Тахир и Зухра                                  | Tohir va Zuhra                    | Гулям Аглаев, Юлдуз Ризаева                              |
| 1948 | ф | Алишер Навои                                   | Alisher Navoiy                    | Разак Хамраев, Асат Исматов                              |
| 1962 | ф | Ты не сирота                                   | Sen yetim emassan                 | Лютфи Сарымсакова, Обид Джалилов                         |
| 1967 | ф | Нежность                                       | Muloyim                           | Родион Нахапетов, Рустам Сагдуллаев, Мария Стерникова    |
| 1968 | ф | Ташкент — город хлебный                        | Toshkent – non shahri             |                                                          |
| 1969 | ф | Минувшие дни                                   | Oʻtgan kunlar                     | Ульмас Алиходжаев, Гульчехра Джамилова, Аббас Бакиров    |
| 1971 | ф | Без страха                                     | Qoʻrqmas                          | Рустам Сагдуллаев, Якуб Ахмедов, Болот Бейшеналиев       |
| 1974 | ф | Абу Райхан Беруни                              | Abu Rayhon Beruniy                | Пулат Саидкасымов, Бахтияр Шукуров, Раззак Хамраев       |
| 1975 | ф | Горькая ягода                                  | Chuchuk olhoʻri                   | Шахида Гафурова                                          |
| 1975 | ф | Человек уходит за птицами                      | Insonlar qushlar ortidan ketmoqda | Джаник Файзиев, Дилором Камбарова                        |
| 1977 | ф | Озорник                                        | Shum bola                         | Абдураим Абдувахобов, Саидкарим Саидарипов, Хамза Умаров |
| 1982 | ф | Юность гения                                   | Yoshlik davri                     | Бахтияр Закиров, Фуркат Файзиев, Ато Мухамеджанов        |
| 1989 | ф | Сиз ким сиз? (Кто Вы?)                         | Siz kimsiz                        | Бахтияр Закиров, Эльёр Насыров, Тулкун Таджиев           |
| 1991 | ф | Абдулладжан, или Посвящается Стивену Спилбергу | Abdullajon                        | Тути Юсупова, Раджаб Адашев                              |